# Nestschutz
Beim Nestschutz handelt es sich um einen begrenzten natürlichen Schutz eines Neugeborenen vor Infektionskrankheiten. Es handelt sich um eine vorübergehende Form der passiven Immunisierung. Der Nestschutz ist kein Ersatz für Impfungen.

## Bildung des Nestschutzes
Diese sogenannte Leihimmunität entsteht noch vor der Geburt durch die miteinander im engen stofflichen Austausch stehenden Blutkreisläufe von Mutter und Ungeborenem: Hat die Mutter gegen bestimmte Krankheitserreger ausreichend IgG-Antikörper gebildet, passieren einige dieser Immunglobuline von Beginn der 12. Gestationswoche bis in den letzten Wochen vor der Entbindung die Plazenta und werden in das Kind übertragen. Reife Neugeborene haben daher gegen diese Erreger bei Geburt einen gewissen Schutz; bei Frühgeborenen ist er dagegen nur schwach ausgebildet. Im Verlauf etwa der nächsten zwei bis vier Monate kommt es allerdings zum Abbau der mütterlichen Antikörper, abhängig vom Ausgangstiter. Das Kind ist deshalb zunehmend auf die Eigenproduktion dieser Antikörper angewiesen, die durch Immunabwehr nach Impfung oder Infektion ausgelöst wird.
| Krankheit   | Dauer      | Schutz zwischen Nestschutz und Impfung                                                         |
| ----------- | ---------- | ---------------------------------------------------------------------------------------------- |
| Masern      | 2–4 Monate | nur Schutz durch Impfung des Umfelds                                                           |
| Keuchhusten | 2–3 Monate | Impfung des Babys wirkt nach zweiter Dosis (4 Monate), vorher Schutz durch Impfung des Umfelds |
| Tetanus     | 2–3 Monate | keine Zwischenphase bei rechtzeitiger Impfung                                                  |

Bei einigen bakteriellen Infektionen wie Diphtherie oder Tetanus wirkt nicht die überstandene Infektion der Mutter als Nestschutz, sondern nur die entsprechende Impfung der Mutter. Dagegen können Mütter, die eine virale Infektionskrankheit wie Masern, Mumps, Poliomyelitis oder Röteln überstanden haben, ihren neugeborenen Kindern einen längeren Nestschutz mitgeben als geimpfte Mütter. Dabei handelt es sich beispielsweise um Antikörper gegen das Masernvirus. Für Masern nimmt man einen Nestschutz von bis zu sechs Monaten an. Neuere Untersuchungen gehen aber davon aus, dass dieser maximal vier Monate besteht. Eine aktive Herbeiführung dieser Infektion bei der Mutter zum Start einer solchen Immunisierungskette steht mit ihrem zugehörigen Risiko jedoch in keinem besonders guten Verhältnis zu einem möglichen, zeitlich begrenzten, späteren Schutz-Ergebnis beim Kind, denn gerade die gefährlicheren „Erkrankungen können sowohl im Kindes- als auch Erwachsenenalter dramatisch verlaufen und schwere Komplikationen nach sich ziehen.“
Vor einer Keuchhusteninfektion schützt in der Regel weder Impfung noch die durchgemachte Erkrankung der Mutter, da die entsprechenden Antikörper zu schnell abgebaut werden; es sei denn, die Mutter wurde während der Schwangerschaft gegen Keuchhusten geimpft. Auch wenn der Nestschutz teilweise einen begrenzten Schutz für das Neugeborene darstellt, ist eine Impfung nicht ausgeschlossen. Im Falle von Haemophilus influenzae Typ b können sich Nestschutz und Impfung sogar gegenseitig verstärken.

## Unterstützung durch Stillen
Der Nestschutz kann durch Stillen unterstützt werden, da der Säugling über die Muttermilch weitere Abwehrstoffe erhält; in den ersten Lebenstagen vor allem durch das Kolostrum, das neben abwehrunterstützenden Enzymen auch Antikörper in höherer Konzentration enthält. Die überwiegend beim Stillen übertragenen sIgA-Antikörper senken das Risiko für Magen-Darm-Infektionen, aber nicht die Ansteckungsgefahr mit impfpräventalen Krankheiten wie z. B. Masern.